# Horst Burkhardt
Horst Burkhardt (Hechingen, 1 oktober 1938) is een Duits voormalig motorcoureur en bakkenist.
Zijn vader Christian begon in 1931 een autowerkplaats, maar racete al sinds 1926 met motorfietsen van Wanderer en Norton. Zodra Horst oud genoeg was nam zijn vader hem mee naar de circuits, vooral naar de nabijgelgen Solitudering in Stuttgart.
In 1952 haalde Horst al op 14-jarige leeftijd zijn rijbewijs en begon hij al met motorfietsen te rijden.  

## Carrière
In 1956 sloot Horst Burkhardt zijn opleiding als automonteur af en probeerde hij als bakkenist te gaan zijspanracen. Tijdens de trainingen mocht hij in het zijspan van Edgar Strub meerijden. Hij leerde de Zwitser Fritz Scheidegger kennen en samen gingen ze grasbaanracen. Horst ging echter ook solo rijden met een 350cc-Norton 40M. In 1957 wonnen ze het Zwitserse zijspankampioenschap en kregen ze een internationale startlicentie. 

### 1957
In het seizoen 1957 traden ze aan in de GP des Nations in Monza, waar ze als vierde finishten.

### 1958
In 1958 kwamen ze niet uit in WK-races, maar ze wonnen races in Boedapest, Pamplona en Avignon. Bij andere internationale wedstrijden werden ze tien keer tweede en zes keer derde. 

### 1959
In het seizoen 1959 waren ze klaar voor een compleet WK-seizoen. Al bij de seizoensopening, de Grand Prix van Frankrijk, reden ze de snelste ronde en finishten ze als eerste met meer dan een minuut voorsprong op de regerend wereldkampioenen Walter Schneider en Hans Strauß. In de TT van Man, bij hun eerste optreden op de 60 km-lange Snaefell Mountain Course, eindigden ze als derde. In de GP van Duitsland werden ze slechts vijfde. Na een derde plaats in de Belgische Grand Prix sloten ze het seizoen als derde af. In dit jaar begon Horst Burkhardt ook weer met solomotoren te racen, tegen de zin van Fritz Scheidegger, die hem maande voorzichtig te zijn omdat de titelstrijd in de zijspanklasse niet in gevaar mocht komen. Horst won het Zwitsers nationale heuvelklimkampioenschap met een Norton en met een MV Agusta 125 Monoalbero werd hij tweede in Zandvoort, achtste in Salzburg en negende in St. Wendel. 

### 1960
In het seizoen 1960 werden Scheidegger/Burkhardt tweede in de eindstand door tweede plaatsen in de GP van Frankrijk en de GP van België en derde plaatsen in de TT van Assen en de GP van Duitsland. In de TT van Man kregen ze pech, waardoor ze slechts elfde werden. Horst werd met een NSU Sportmax eerste in Belgrado, vierde in Budapest, vijfde in Opatija en zesde in de Schauinslandrennen in Freiburg im Breisgau. In de TT van Assen, waar ze met de zijspancombinatie derde werden, reed hij de NSU naar de elfde plaats. 

### 1961
In het seizoen 1961 werden ze tweede in de GP van Spanje, de GP van Duitsland en de TT van Man. Ze wonnen de GP van Frankrijk, waardoor ze ruim aan de leiding van het wereldkampioenschap stonden. In de TT van Assen vielen ze echter uit, waardoor Max Deubel de wereldtitel greep. Daar kon de overwinning in de GP van België geen verandering meer in brengen. Met de NSU Sportmax werd Horst Burkhardt derde in de Schauinslandrennen en op de Nürburgring, vierde in Pamplona, zesde in Mettet en achtste op de Solitudering. 

### 1962
Aan het einde van het seizoen 1961 hadden zowel Fritz Scheidegger als Horst Burkhardt besloten hun carrières te beëindigen. Horst had juist zijn studie afgeloten om het familiebedrijf over te nemen. Florian Camathias had in mei 1961 zijn bakkenist Hilmar Cecco verloren en was zelf ook ernstig gewond geraakt. Voor het seizoen 1962 wist hij Horst Burkhardt te overtuigen om in zijn zijspan plaats te nemen. Camathias had Helmut Fath bereid gevonden om zijn BMW te tunen. Toen Scheidegger besloot zijn carrière tòch voort te zetten kwam dat slecht uit. Scheidegger vond in de Brit John Robinson een vervanger. Hij vond een goede tuner in Otto Kölle. Camathias/Burkhardt werden tweede in de GP van Spanje en de GP van Frankrijk.

## Einde carrière
Tijdens de tweede ronde van de Sidecar TT van 1962 slipte de combinatie van Camathias/Burkhardt bij Kerrowmoar over een oliespoor. Bij deze crash raakte Camathias slechts licht gewond, maar Burkhardt had een aantal breuken: het rechter dijbeen, een sleutelbeen en twee ribben, waardoor hij acht maanden in het ziekenhuis moest blijven. Florian Camathias zette het seizoen voort met de tamelijk onervaren Harry Winter, met wie hij toch nog als tweede in het wereldkampioenschap eindigde. Horst Burkhardt wilde in 1963 zijn carrière toch voortzetten, maar tijdens een oefenrit gebeurde er weer een ongeluk, veroorzaakt door een dronken automobilist. Dat betekende weer drie maanden ziekenhuis en Horst Burkhardt stopte met zijspanracen. 

## Na de racecarrière
In 1965 haalde Horst Burkhardt zijn meestertitel en in 1977 nam hij het bedrijf van zijn vader over. Dat werd voortgezet door zijn zoons Ralf en Marc (het FIAT Autohaus in Hechingen).
Horst Burkhardt reed vanaf 2005 regelmatig in klassieke races en bij racedemonstraties. 

## Wereldkampioenschap wegrace resultaten
(Races in cursief geven de snelste ronde aan, punten (tussen haakjes) zijn inclusief streepresultaten)
| Jaar | Klasse  | Team  | Coureur           | Motorfiets   | 1     | 2      | 3       | 4       | 5       | 6     | 7     | 8     | 9     | 10    | 11    | Punten  | Plaats | Overwinningen |                                                    | Wereldkampioen |
| ---- | ------- | ----- | ----------------- | ------------ | ----- | ------ | ------- | ------- | ------- | ----- | ----- | ----- | ----- | ----- | ----- | ------- | ------ | ------------- | -------------------------------------------------- | -------------- |
| 1957 | Zijspan | Privé | Fritz Scheidegger | BMW RS 54    | DUI - | IOM -  | NED -   | BEL -   |         | NAT 4 |       |       |       |       |       | 3       | 10e    | 0             | Fritz Hillebrand (†) / Manfred Grunwald, BMW RS 54 |                |
| 1959 | Zijspan | Privé | Fritz Scheidegger | BMW RS 54    | FRA 1 | IOM 3  | DUI 5   | NED -   | BEL 3   |       |       |       |       |       |       | 18      | 3e     | 1             | Walter Schneider / Hans Strauß, BMW RS 54          |                |
| 1960 | 250 cc  | Privé | N.v.t.            | NSU Sportmax |       | IOM -  | NED 13  | BEL -   | DUI -   | ULS - | NAT - |       |       |       |       | 0       | -      | 0             | Carlo Ubbiali, MV Agusta 250 Bicilindrica          |                |
| 1960 | Zijspan | Privé | Fritz Scheidegger | BMW RS 54    | FRA 2 | IOM 11 | NED 3   | BEL 2   | DUI 3   |       |       |       |       |       |       | 16 (20) | 2e     | 0             | Helmut Fath / Alfred Wohlgemuth, BMW RS 54         |                |
| 1961 | 250 cc  | Privé | N.v.t.            | NSU Sportmax | SPA - | DUI -  | FRA -   | IOM DNF | NED -   | BEL - | DDR - | ULS - | NAT - | ZWE - | ARG - | 0       | -      | 0             | Mike Hailwood, Mondial 250 Bialbero / Honda RC 162 |                |
| 1961 | Zijspan | Privé | Fritz Scheidegger | BMW RS 54    | SPA 2 | DUI 2  | FRA 1   | IOM 2   | NED DNF | BEL 1 |       |       |       |       |       | 28 (34) | 2e     | 2             | Max Deubel / Emil Hörner, BMW RS 54                |                |
| 1962 | Zijspan | Privé | Florian Camathias | BMW RS 54    | SPA 2 | FRA 2  | IOM DNF | NED 7   | BEL 1   | DUI 1 |       |       |       |       |       | 26      | 2e     | 0             | Max Deubel / Emil Hörner, BMW RS 54                |                |